# Arlington (Massachusetts)
Arlington é uma cidade pertencente ao condado de Middlesex, Massachusetts, Estados Unidos, a noroeste de Boston. A população era de 45.147 pessoas no censo de 2018.

## Geografia
Arlington encontra-se localizado nas coordenadas 42° 25′ 07″ N, 71° 09′ 50″ O. Segundo o Departamento do Censo dos Estados Unidos, Arlington tem uma superfície total de 14.23 km², da qual 13.33 km² correspondem a terra firme e (6.32%) 0.9 km² é água.

## Demografia
Segundo o censo de 2018, tinha 45.147 pessoas residindo em Arlington. A densidade de população era de 3.011,5 hab./km². Dos 45.147 habitantes, Arlington estava composto por 85.7% brancos, 2.43% eram afroamericanos,  0.11% eram amerindios,  8.29% eram asiáticos, 0.02% eram insulares do Pacífico, 0.97% eram de outras raças e  2.48% pertenciam a dois ou mais raças. Do total da população  3.26% eram hispanos ou latinos de qualquer raça.